# Sidi Lakhdar (Mostaganem)
Sidi Lakhdar (em árabe: سيدي لخضر) é uma cidade e comuna na província de Mostaganem, Argélia. É a capital do distrito homônimo. Segundo o censo de 2008, a população total da cidade era de 34 612 habitantes.

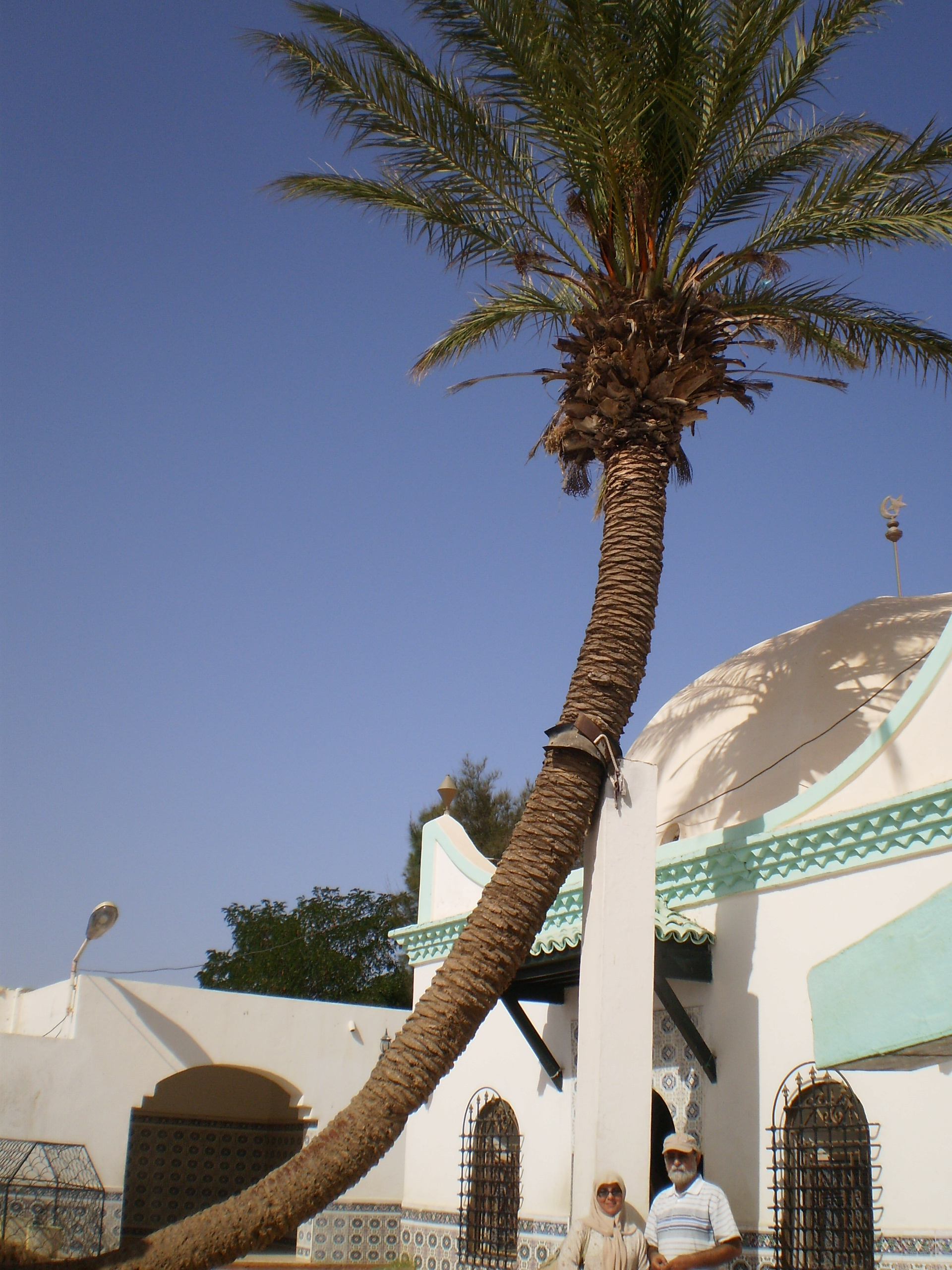
Mausoléu de Sidi Lakhdar